# 开发区管委会 (河口区)
开发区管委会，是中华人民共和国山東省东营市河口区下辖的一个类似乡级单位。

## 行政区划
开发区管委会下辖以下地区：
开发区虚拟社区。